# Indicadores de desarrollo sostenible
Se denomina indicador social de desarrollo sostenible a un indicador social que mide el nivel de daño al medio ambiente y a los recursos naturales, que son los ítems a medir o sustentabilidad del ecosistema (organización social, población, medio ambiente y tecnología). Genéricamente incluirá aspectos ambientales, sociales y económicos en un marco político democrático y de diversidad o pluralismo.
Algunas naciones en el ámbito hispano han desarrollado indicadores de sostenibilidad o acción y desarrollo sostenible o están en camino de hacerlo para garantizar el medio ambiente. Programa de las Naciones Unidas para el Desarrollo. (Naciones Unidas, Declaración del Milenio).
Tentativamente los modelos de construcción de los sistemas de índices para medir la magnitud del impacto en el ambiente están inspirados en experiencias europeas y anglosajonas y aquí se toman dos recientes estudios: un ejemplo de un condado de Nueva Inglaterra y el trabajo de Juan Diez Nicolas sobre el 'Dilema de la Supervivencia'.
En el caso del condado primero se analizaron los indicadores propuestos (sustainability) con criterios de validación: oportunidad, entendimiento, relevancia, predictibilidad, complementariedad, robustez, disponibilidad, utilidad, independencia y comprensión. Totalizando 15 indicadores seleccionados con sus índices de medición para la resolución del conflicto entre una vida humana sostenible y la integridad de la naturaleza. Se establecen sus tipologías: la medioambiental, como congestión del tráfico, superficies protegidas como espacio abierto, calidad del aire y el agua, y generación y reciclado de basuras; la social, como seguridad y cultivo del medio ambiente, responsabilidad civil y deseo de participar en la toma de decisiones, planes de Seguridad de la salud, rango de abandono de la escuela secundaria y rango de abuso de sustancias; económicas, como disponibilidad de viviendas, salario mínimo, turismo y empleo y sueldos de la industria. 
El otro documento es un modelo español explicativo de los comportamientos medioambientales y con 65 ítems de tipo descriptivo, cultural, de percepción, de actitudes, de decisión, de atribución, de comportamientos y de información. Tanto el posmaterialismo cómo la posición social son las variables y actitudes básicas que son más y mejor explicativas. La preocupación por el medio ambiente constituye un valor nuevo como respuesta colectiva instrumental a las amenazas para la supervivencia de la especie humana, que se deriva de una industrialización demasiado exitosa. Se enfatiza la exposición a la información. Se incluyen los índices construidos para el análisis. Los estudios son a nivel nacional y también con una perspectiva internacional comparada, situando a los países en un mapa cultural, que en el caso de España se ubica precisamente en la cuenca mediterránea, junto con otros países europeos de igual calidad de vida.